# Gare d'Anzin
La gare d'Anzin est une ancienne gare ferroviaire française de la ligne de Somain à Péruwelz, située sur le territoire de la commune d'Anzin (à proximité immédiate de son hôtel de ville), dans le département du Nord, en région Hauts-de-France.
Elle fut mise en service en 1842 par la Compagnie des mines d'Anzin, avant d'être fermée en 1989 par les HBNPC.

## Situation ferroviaire
Établie à 52 mètres d'altitude, la gare d'Anzin est située au point kilométrique (PK) 19 de la ligne de Somain à Péruwelz (chemin de fer secondaire à voie unique ; totalement déclassé et déferré), entre les gares fermées de Saint-Vaast-la-Haut (reconvertie en station de tramway) et du Moulin (jouxtant la fosse de la Bleuse Borne).
Par ailleurs, la ligne 1 du tramway de Valenciennes bifurque et quitte l'ancienne plate-forme de la ligne de Somain à Péruwelz juste avant l'arrivée de cette dernière au niveau du bâtiment voyageurs (détruit) de l'ancienne gare, puis dessert la station Anzin Hôtel de Ville qui est établie à proximité immédiate.

## Histoire

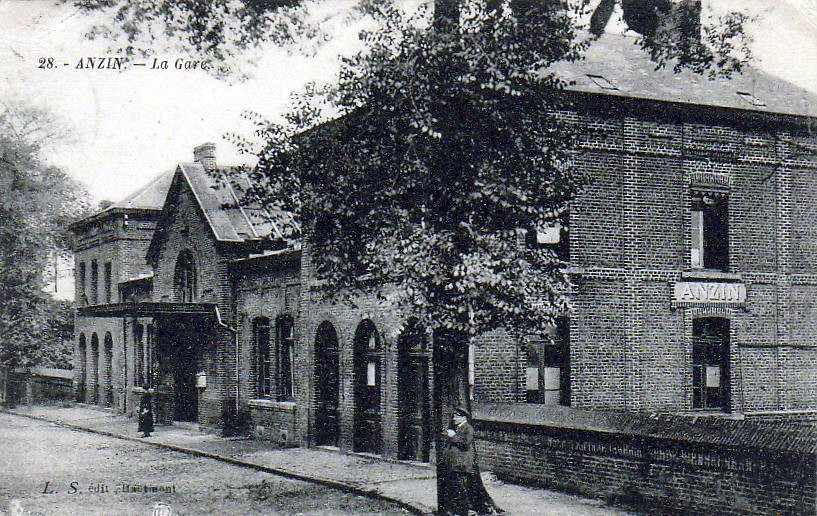
Le bâtiment voyageurs, au début du XXe siècle.

La gare d'Anzin a été mise en service en janvier 1842 par la Compagnie des mines d'Anzin, lors de l'ouverture de la section Saint-Waast – Anzin de sa ligne industrielle de Somain à Péruwelz. En 1946, la nationalisation des compagnies minières privées lui fait intégrer les Houillères du bassin du Nord et du Pas-de-Calais (HBNPC), subdivision régionale de Charbonnages de France.
Le trafic voyageurs de la ligne s'est définitivement arrêté en 1963. Celui des marchandises a cessé en 1989, entraînant la fermeture de cette ligne et donc de la gare.

## Patrimoine ferroviaire

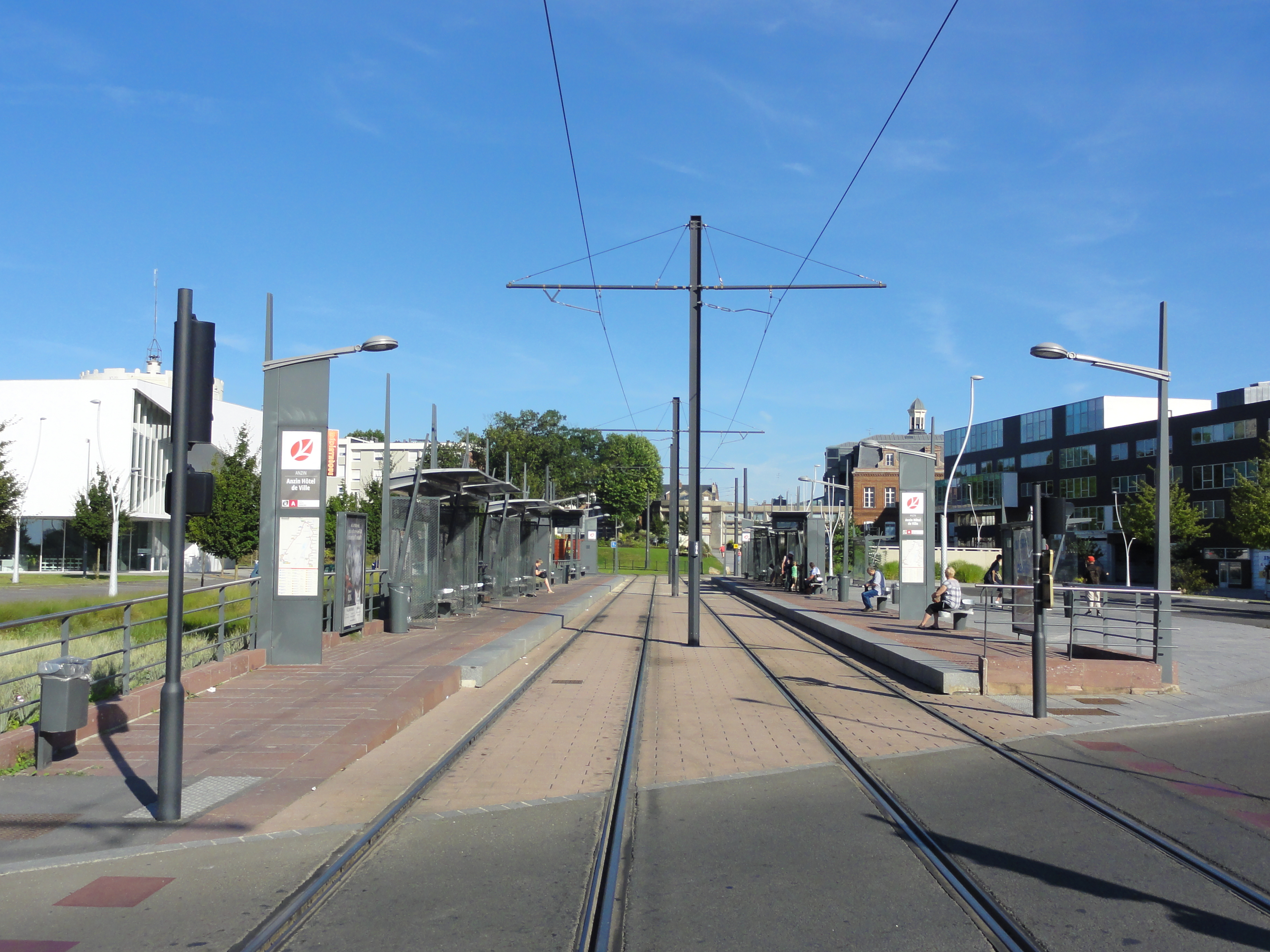
La station de tramway
Anzin Hôtel de Ville.

L'ensemble des installations ferroviaires (rails, traverses, ballast, quai et bâtiment voyageurs) ont disparu entre l'époque de leur fermeture et aujourd'hui.
Néanmoins, la plate-forme de l'ancien chemin de fer minier a été reprise par le tramway de Valenciennes (mis en service le 3 juillet 2006), entre les stations Anzin Hôtel de Ville et Taffin (cette dernière étant située à l'emplacement de l'ancienne gare de Denain-Mines). Cette section est ainsi parcourue par la ligne T1 de ce réseau (exploité sous la marque Transvilles), ce qui permet également de rejoindre la gare de Valenciennes.